# Lijst van voetbalclubs aangesloten bij de Utrechtsche Provinciale Voetbalbond
Dit is een lijst van voetbalclubs die aangesloten en/of actief zijn geweest bij de Utrechtsche Provinciale Voetbalbond (UPVB).
Vanaf 1940 waren clubs uit de regio van de Utrechtsche Provinciale Voetbalbond automatisch lid van de Utrechtsche Provinciale Voetbalbond zodra zij zich hadden ingeschreven bij de KNVB.

## Legenda
(1) achter de clubnaam - Zijn meerdere clubs met dezelfde naam geweest, echter zijn verschillende clubs.
   bij Lid sinds - Club is heropgericht of heringeschreven, echter de datum hiervan is onbekend.
   bij Lid tot - Club is uitgeschreven of opgeheven voor 1996, datum hiervan is echter onbekend.
—  bij Lid tot - Club is tot einde van de bond (1996) actief gebleven.
| Club                     | Plaats              | Lid sinds                     | Lid tot                 | Bijzonderheden |
| ------------------------ | ------------------- | ----------------------------- | ----------------------- | --- |
| Achilles                 | Nijkerk             | 1936                          | 1936                    | |
| RKVV Actif               | Hilversum           | september 1940                | —                       | Was tot 1940 aangesloten bij de RKUVB |
| AHC                      | Utrecht             | 1923                          | juli 1924               | |
| Alceyon (1)              | Utrecht             | december 1922                 | oktober 1923            | Heette tot januari 1923 Heracles |
| Alceyon (2)              | Utrecht             | juli 1924                     | juli 1933               | Heette tot augustus 1924 AHC |
| All Ready                | Utrecht             | september 1922                | september 1929          | In 1929 opgegaan in EAC Utrecht |
| All Round (1)            | Utrecht             | 1924                          | januari 1926            | |
| All Round (2)            | Utrecht             | 1935                          | februari 1938           | |
| BSV Allen Weerbaar       | Bussum              | 1904                          | —                       | |
| VV Altius                | Hilversum           | september 1932                | —                       | |
| VV Ameide                | Ameide              | september 1929                | februari 1941           | |
| VV Amerongen             | Amerongen           | november 1923                 | februari 1941           | |
| VV Amersfoort            | Amersfoort          | september 1912                | juni 1923               | |
| Amersfoort Vooruit       | Amersfoort          | maart 1932                    | november 1939           | |
| Amersfoortsche Boys      | Amersfoort          | oktober 1919                  | —                       | Fuseerde in 1996 tot ASC Nieuwland |
| VV Amsvorde              | Amersfoort          | september 1925                | —                       | Heette tot december 1925 DES |
| VV APWC                  | Amersfoort          | juni 1923                     | —                       | |
| VV Ares                  | De Bilt             | januari 1912                  | september 1926          | Opgegaan in BVC De Bilt |
| VV Ares (1)              | Utrecht             | september 1908                | april 1910              | |
| VV Ares (2)              | Utrecht             | 1934                          | 1990                    | Heette tot 1937 USV |
| SV Argon                 | Mijdrecht           | juli 1971                     | —                       | |
| Argus                    | Utrecht             | september 1930                | oktober 1931            | |
| ASNOD                    | Lunteren            | september 1932                | 1935                    | Was vanaf 1935 aangesloten bij de Arnhemsche Voetbalbond                                                                                  |
| ATO                      | Utrecht             | september 1931                | 1939                    | |
| VV Aurora                | Werkhoven           | september 1940                | 1971                    | Was tot 1940 aangesloten bij de RKUVB, fuseerde in 1971 tot Aurora Boys                                                                   |
| SV Aurora                | Werkhoven           | 1971                          | —                       | Heette tot 1980 Aurora Boys |
| sv Austerlitz            | Austerlitz          | 1934                          | —                       | |
| Avance                   | Nederhorst den Berg | september 1932                | 1967                    | Fuseerde in 1967 tot SC Nederhorst |
| AVC                      | Amersfoort          | januari 1922                  | juni 1933               | Heette tot oktober 1922 DVO |
| AVV Bilthoven            | Bilthoven           | september 1937                | december 1938           | |
| SV Baarn                 | Baarn               | september 1910                | —                       | Heette tot augustus 1912 Steeds Voorwaarts                                                                                                |
| Baarnsche Boys           | Baarn               | 1922                          | juni 1933               | |
| VV Barneveld             | Barneveld           | augustus 1936                 | —                       | |
| Barneveldsche Boys       | Barneveld           |                               | november 1929           | Heette tot februari 1929 Excelsior |
| Be Quick                 | Soest               | september 1940                | 1945                    | Was tot 1940 aangesloten bij de RKUVB, fuseerde in 1945 tot BDC                                                                           |
| BFC (1)                  | Bussum              | 1903                          | 1905                    | |
| BFC (2)                  | Bussum              | oktober 1920                  | —                       | |
| VV De Bilt (1)           | De Bilt             |                               | augustus 1913           | |
| VV De Bilt (2)           | De Bilt             | oktober 1917                  | november 1922           | |
| VV Blaricum (1)          | Blaricum            | september 1922                | oktober 1929            | |
| VV Blaricum (2)          | Blaricum            | oktober 1931                  | september 1940          | Heette tot juni 1937 Rapid |
| Blauw Wit                | Maarssen            | september 1940                | oktober 1941            | Was tot 1940 aangesloten bij de CNVB |
| Blauw Zwart U            | Utrecht             | oktober 1930                  | 1945                    | Heette tot maart 1932 SVV, vanaf januari 1941 Blauw Zwart '28, fuseerde in 1945 tot SSVU                                                  |
| Bloemen Boys             | Utrecht             | maart 1938                    | april 1938              | |
| HFC Bloemenkwartier 1921 | Hilversum           | juli 1924                     | —                       | Heette tot augustus 1924 VIOS |
| BOVV                     | Baarn               | september 1922                | augustus 1924           | Opgegaan in SV Baarn |
| VV Brederodes            | Vianen              | 1921                          | —                       | |
| VV Breukelen (1)         | Breukelen           | november 1914                 | oktober 1916            | |
| VV Breukelen (2)         | Breukelen           | september 1917                | mei 1923                | |
| VV Breukelen (3)         | Breukelen           | februari 1921                 | oktober 1931            | |
| BSK                      | Baarn               | februari 1923                 | juni 1933               | |
| VV Bunnik                | Bunnik              | september 1932                | december 1936           | |
| VV Bussum (1)            | Bussum              | augustus 1919                 | november 1920           | |
| VV Bussum (2)            | Bussum              |                               | juni 1932               | |
| BVC                      | Bilthoven           | september 1935                | —                       | |
| CBW                      | Amersfoort          | september 1910                | oktober 1913            | |
| CDN                      | Driebergen          | mei 1939                      | —                       | |
| CFC                      | Culemborg           | september 1909                | Vraag                   | |
| Chefana                  | Naarden             | 1935                          | 1979                    | Fuseerde in 1979 tot FC Naarden '79 |
| CJVV                     | Amersfoort          | 1921 oktober 1933             | september 1932 —        | Heette tot januari 1926 CVV, was tot 1921 aangesloten bij de Amersfoortsche Zaterdagmiddag Competitie, in het seizoen 1932/33 bij de CNVB |
| Climax                   | Hilversum           | januari 1923                  | —                       | |
| VV Culemborg             | Culemborg           | januari 1912                  | december 1913           | |
| DAC                      | Ankeveen            | september 1940                | Vraag                   | Was tot 1940 aangesloten bij de RKUVB |
| VV DEMKA                 | Utrecht             | september 1940                | Vraag                   | Was tot 1940 aangesloten bij de Utrechts Kantoor Voetbalbond                                                                              |
| DES                      | Utrecht             | augustus 1911                 | oktober 1913            | |
| DESTO                    | Maarssen            | oktober 1934                  | september 1935          | |
| DESTO (1)                | Utrecht             | januari 1924                  | november 1924           | |
| DESTO (2)                | Utrecht             | september 1940                | —                       | Was tot 1940 aangesloten bij de CNVB |
| DEV                      | Utrecht             | september 1910                | augustus 1912           | |
| DEV Doorn                | Doorn               | augustus 1926                 | —                       | |
| DIOS                     | Soestdijk           | september 1940                | Vraag                   | |
| DNV                      | Utrecht             | augustus 1939                 | Vraag                   | |
| DOG                      | Utrecht             | september 1922                | januari 1928            | Heette tot oktober 1922 HOV |
| Donar                    | Hilversum           | oktober 1916                  | 1995                    | Fuseerde in 1995 tot HSV Wasmeer |
| Donar                    | Utrecht             | november 1915                 | oktober 1916            | |
| DOO                      | Utrecht             | augustus 1911                 | juni 1933               | |
| VV DOS                   | Utrecht             | 1902                          | —                       | |
| DOSV (1)                 | Hilversum           | oktober 1919                  | maart 1926              | |
| DOSV (2)                 | Hilversum           | mei 1934                      | Vraag                   | |
| DOV                      | Utrecht             | september 1940                | Vraag                   | |
| DOVO                     | Veenendaal          | 1935                          | —                       | Was tot 1935 aangesloten bij de CNVB, heette tot september 1937 DVO                                                                       |
| VV Driebergen (1)        | Driebergen          | september 1912                | november 1915           | |
| VV Driebergen (2)        | Driebergen          | oktober 1921                  | augustus 1924           | |
| VV Driebergen (3)        | Driebergen          | 1928                          | juni 1939               | Opgegaan in CDN |
| DSOU                     | Utrecht             | september 1940                | 1995                    | Was tot 1940 aangesloten bij de RKUVB onder de naam DSO, fuseerde in 1995 tot D.S.O.Ultrajectum                                           |
| DSO/Ultrajectum          | Utrecht             | 1995                          | —                       | |
| DUC                      | Den Dolder          | november 1926                 | maart 1938              | |
| VAV Duivenelftal         | Den Dolder          | 1921                          | november 1926           | Opgegaan in DUC |
| Duivenelftal             | Soesterberg         | oktober 1922                  | januari 1928            | |
| DVS                      | Utrecht             | september 1930                | september 1931          | |
| DVS '33                  | Ermelo              | september 1940                | —                       | Was tot 1940 aangesloten bij de CNVB |
| DVSU                     | Utrecht             | september 1940                | —                       | Was tot 1940 aangesloten bij de RKUVB, heette tussen okt 1940 en okt 1941 DEC                                                             |
| DWS                      | Bussum              | januari 1922                  | augustus 1922           | |
| DWSM                     | Maarssen            | september 1940                | —                       | Was tot 1940 aangesloten bij de RKUVB onder de naam DWS                                                                                   |
| DWSV                     | Utrecht             | 1933                          | —                       | |
| EDN                      | Utrecht             | december 1922                 | juni 1933               | |
| UCS EDO                  | Utrecht             | september 1940                | —                       | Ook bekend als EDOU, was tot 1940 aangesloten bij de CNVB, heette tot oktober 1941 EDO                                                    |
| VV Eemland               | Baarn               | september 1940                | Vraag                   | Was tot 1940 aangesloten bij de RKUVB |
| Eemlandia                | Amersfoort          | september 1922                | juli 1923               | |
| EFC                      | Ermelo              | februari 1933                 | oktober 1933            | |
| USV Elinkwijk            | Utrecht             | oktober 1920                  | —                       | |
| VV Elst                  | Elst                | 1934                          | mei 1941                | Heette tot september 1935 Zwaluwen |
| VV EMI                   | Utrecht             | september 1940                | Vraag                   | |
| EMM '15                  | Hilversum           | september 1940                | juli 1995               | Was tot 1940 aangesloten bij de RKUVB, fuseerde in 1995 tot HSV Wasmeer                                                                   |
| En Avant (1)             | Utrecht             | oktober 1918                  | september 1929          | Fuseerde in 1929 tot EAC |
| En Avant (2)             | Utrecht             | oktober 1929                  | Vraag                   | Heette tot 1943 EAC |
| Entre Nous               | Utrecht             | september 1940                | Vraag                   | Was tot 1940 aangesloten bij de Utrechts Kantoor Voetbalbond                                                                              |
| VV Ermelo (1)            | Ermelo              |                               | februari 1933           | Was eerder aangesloten bij de Noord-Veluwsche Voetbalbond                                                                                 |
| VV Ermelo (2)            | Ermelo              | september 1932                | maart 1938              | Heette tot feb 1933 Ajax Ermelo |
| Ermelosche Boys          | Ermelo              | november 1941                 | Vraag                   | |
| ESVAC                    | Soest               | augustus 1924                 | september 1938          | In 1938 gefuseerd tot SEC |
| Eureka                   | Utrecht             | juni 1937                     | februari 1941           | |
| EVEAC                    | Elburg              |                               | februari 1933           | Was eerder aangesloten bij de Veluwsche Voetbalbond                                                                                       |
| EVV                      | Elst                | februari 1929                 | oktober 1933            | |
| Excelsior                | Driebergen          |                               | februari 1912           | |
| FAC                      | Utrecht             | augustus 1931                 | Vraag                   | |
| FAK                      | Bilthoven           | november 1931                 | —                       | |
| Felicitas                | Groenekan           | 1935                          | februari 1938           | Heette tot juli 1936 GVV, fuseerde in 1938 tot Ultrajectum                                                                                |
| Flevo                    | Harderwijk          |                               | juni 1933               | |
| Forto                    | Hilversum           | februari 1924                 | juni 1933               | |
| Frans Smulders           | Utrecht             | september 1940                | Vraag                   | Was tot 1940 aangesloten bij de Utrechtsche Kantoor Voetbalbond                                                                           |
| GAKO                     | Garderen            | 1935                          | maart 1938              | Heette tot februari 1937 GSV, in 1938 gefuseerd tot De Veluwe                                                                             |
| GBM                      | Maarssen            | september 1940                | Vraag                   | Heette tot juli 1941 UTO |
| GDC                      | Hilversum           | februari 1941                 | juni 1941               | |
| Genie VV                 | Utrecht             | september 1908                | november 1914           | |
| GMH                      | Hilversum           | augustus 1935                 | februari 1941           | |
| GMU                      | Utrecht             | september 1932                | maart 1938              | |
| GMV                      | Huizen              | oktober 1925                  | juni 1933               | Heette tot december 1925 VV Huizen |
| HVV 't Gooi              | Hilversum           | oktober 1907                  | —                       | Heette tot augustus 1912 Rapiditas |
| VV 't Gooiland           | Hilversum           | oktober 1919                  | augustus 1922           | |
| VV Gooiland              | Bussum              | juli 1924                     | december 1924           | |
| VV Gooilust              | Hilversum           | september 1940                | Vraag                   | Was tot 1940 aangesloten bij de NASB, heette tot juni 1942 RODA                                                                           |
| Gooische Boys (1)        | Hilversum           | oktober 1921                  | december 1924           | |
| Gooische Boys (2)        | Hilversum           | september 1930                | Vraag                   | Heette tot oktober 1932 VENETA |
| Gooivogels               | Hilversum           | 1936                          | februari 1941           | Heette tot juni 1937 GSC, opgegaan in GDC                                                                                                 |
| SV 's-Graveland          | Wijdemeren          | 1921                          | —                       | |
| Groen Rood               | Zeist               | januari 1912                  | november 1915           | |
| Groen Zwart              | Hilversum           | november 1937                 | 1947                    | |
| VV Groenekan             | Groenekan           | augustus 1922                 | juni 1933               | |
| GSC                      | Hilversum           | september 1922                | oktober 1923            | |
| GVV                      | Groenekan           | september 1930                | juni 1933               | |
| Happy Feet               | Bussum              | oktober 1929                  | augustus 1933           | |
| VV Harderwijk (1)        | Harderwijk          | januari 1912                  | december 1918           | Heette tot januari 1914 HCS |
| VV Harderwijk (2)        | Harderwijk          | 1932                          | augustus 1933           | Heette tot februari 1933 Entre Nous |
| Harderwijker Boys        | Harderwijk          | september 1922                | september 1930          | |
| VV HDS                   | Leersum             | augustus 1933                 | —                       | |
| HDS                      | Utrecht             | november 1915                 | oktober 1917            | |
| USV Hercules             | Utrecht             | 1901                          | —                       | |
| Hertha                   | Vinkeveen           | september 1940                | 1952                    | Was tot 1940 aangesloten bij de RKUVB, fuseerde in 1952 tot SV Hertha                                                                     |
| SV Hertha                | Vinkeveen           | 1952                          | —                       | |
| HGM                      | Putten              | januari 1933                  | maart 1938              | Was eerder aangesloten bij de Noord-Veluwsche Voetbalbond                                                                                 |
| FC Hilversum             | Hilversum           | september 1910                | —                       | Heette tot 1912 Sparta |
| Hilversumsche Boys (1)   | Hilversum           | oktober 1917                  | september 1922          | |
| Hilversumsche Boys (2)   | Hilversum           | 1935                          | Vraag                   | |
| Hilvert (1)              | Hilversum           | september 1910                | december 1912           | Heette tot augustus 1912 Vitesse |
| Hilvert (2)              | Hilversum           | oktober 1913                  | oktober 1917            | |
| Hilvert (3)              | Hilversum           | oktober 1919                  | september 1929          | |
| SV HMS                   | Utrecht             | september 1940                | —                       | Was tot 1940 aangesloten bij de RKUVB |
| VV Hoevelaken            | Hoevelaken          | 1936                          | juni 1941               | |
| USV Holland              | Utrecht             | december 1920                 | —                       | |
| Hoogland Vooruit         | Hoogland            | augustus 1933                 | maart 1938              | |
| Hooglandsche Boys        | Hoogland            | september 1940                | maart 1942              | Was tot 1940 aangesloten bij de RKUVB |
| SV Huizen                | Huizen              | oktober 1930                  | —                       | Heette tot februari 1933 Excelsior |
| HVC                      | Harderwijk          |                               | augustus 1933           | Was vanaf 1933 aangesloten bij de CNVB |
| HVC                      | Amersfoort          | 1905                          | —                       | |
| SV Houten                | Houten              | september 1940                | —                       | Was tot 1940 aangesloten bij de RKUVB onder de naam HVV                                                                                   |
| IJFC                     | IJsselstein         | september 1932                | —                       | |
| VV IJsselmeervogels      | Spakenburg          | november 1932 maart 1938      | september 1933 —        | Was tussen 1933 en 1938 aangesloten bij de CNVB, heette tot maart 1938 NAS                                                                |
| VV IJsselstein (1)       | IJsselstein         | augustus 1922                 | mei 1923                | |
| VV IJsselstein (2)       | IJsselstein         | september 1926                | januari 1928            | |
| Ivria                    | Utrecht             | november 1923                 | januari 1926            | |
| JSV                      | Nieuwegein          | augustus 1926                 | —                       | |
| SV Kampong               | Utrecht             | 1905                          | —                       | |
| VV De Kieviten           | Voorthuizen         | januari 1923                  | —                       | |
| KDS                      | Utrecht             | september 1940                | —                       | Was tot 1940 aangesloten bij de RKUVB |
| KVVA                     | Amersfoort          | september 1940                | —                       | Was tot 1940 aangesloten bij de RKUVB |
| Langbroeksche Boys       | Langbroek           | 1933                          | december 1936           | |
| LFC Laren                | Laren               | september 1912                | —                       | |
| VV Leusden               | Leusden             | november 1926                 | juni 1930               | |
| Levu                     | Utrecht             | september 1940                | Vraag                   | Was tot 1940 aangesloten bij de Utrechtsche Kantoor Voetbalbond                                                                           |
| VV Lunteren              | Lunteren            | oktober 1929                  | juni 1931               | |
| LVV                      | Laren               | september 1940                | —                       | Was tot 1940 aangesloten bij de RKUVB |
| VV Maarssen (1)          | Maarssen            | september 1910                | december 1926           | Heette tot augustus 1912 MVV |
| VV Maassen (2)           | Maarssen            | juni 1932                     | —                       | Heette tot februari 1933 MFC |
| VV Maartensdijk          | Maartensdijk        | februari 1929                 | juni 1933               | |
| Madjoe                   | Huizen              | januari 1922                  | december 1924           | Heette tot oktober 1922 HEC |
| VV De Meern              | De Meern            | juni 1932                     | september 1941          | |
| Meervogels’32            | Naarden             | september 1940                | augustus 1967           | Was tot 1940 aangesloten bij de RKUVB onder de naam De Meervogels, in 1967 gefuseerd tot SV De Vesting                                    |
| VV Mijdrecht             | Mijdrecht           | 1933                          | juli 1971               | In 1971 gefuseerd tot SV Argon |
| Minerva (1)              | Utrecht             | oktober 1907                  | februari 1912           | |
| Minerva (2)              | Utrecht             | september 1926                | 1988                    | Fuseerde in 1988 tot VVOM |
| MSV                      | Harderwijk          | september 1922                | Vraag                   | |
| VV Naarden               | Naarden             | september 1922                | december 1926           | |
| VC Naarden               | Naarden             | september 1932                | 1967                    | In 1967 gefuseerd tot SV De Vesting |
| FC Naarden '79           | Naarden             | 1979                          | 1989                    | In 1989 gefuseerd tot NVC |
| NAS                      | Zeist               | oktober 1917                  | september 1922          | In 1922 gefuseerd tot ZNC |
| NAS                      | Elst                | augustus 1926                 | juni 1933               | Was tot 1926 aangesloten bij de Arnhemsche Voetbalbond                                                                                    |
| SC Nederhorst            | Nederhorst den Berg | 1967                          | —                       | |
| Het Negende              | Harderwijk          | september 1910                | juli 1912               | |
| VV Nieuw Engeland        | Utrecht             | oktober 1921                  | oktober 1922            | |
| VV Nijenrodes            | Breukelen           | augustus 1932                 | —                       | |
| VV Nijkerk (1)           | Nijkerk             | oktober 1921                  | januari 1926            | |
| VV Nijkerk (2)           | Nijkerk             | maart 1929                    | juni 1933               | |
| Nijkerksche Boys         | Nijkerk             | oktober 1922                  | februari 1929           | |
| NIO                      | Driebergen          | augustus 1924                 | mei 1939                | Heette tot oktober 1924 DRC, in 1939 opgegaan in CDN                                                                                      |
| NSC                      | Nijkerk             | april 1937                    | —                       | |
| NSF                      | Hilversum           | oktober 1928                  | september 1931          | |
| NSU                      | Utrecht             | september 1940                | Vraag                   | Was tot 1940 aangesloten bij de Utrechtsche Kantoor Voetbalbond                                                                           |
| VV Nunspeet              | Nunspeet            | 1911                          | oktober 1916            | |
| NVC                      | Naarden             | 1989                          | —                       | |
| Olympia                  | Zeist               | oktober 1901                  | Vraag                   | |
| SV Olympia '25           | Hilversum           | september 1940                | —                       | Was tot 1940 aangesloten bij de RKUVB, onder de naam Olympia                                                                              |
| VV Oranje Wit            | Elst                | 1934                          | —                       | |
| P en S                   | Hilversum           | juni 1938                     | Vraag                   | Was tot 1938 aangesloten bij de Utrechtsche Kantoor Voetbalbond                                                                           |
| Paars Wit                | Amersfoort          | oktober 1920                  | juni 1923               | Stond ook ingeschreven bij de Anersfoortsche Zaterdagmiddag Competitie                                                                    |
| Patria                   | Veenendaal          | oktober 1927                  | juni 1930               | |
| Plasvogels               | Westbroek           | 1935                          | Vraag                   | |
| De Plasvogels            | Oud-Loosdrecht      | september 1929                | juni 1933               | |
| Presto (1)               | Utrecht             | augustus 1912                 | oktober 1917            | |
| Presto (2)               | Utrecht             | oktober 1919                  | januari 1928            | |
| Presto (3)               | Utrecht             | oktober 1933                  | 1935                    | |
| VV PUEM                  | Utrecht             | september 1940                | Vraag                   | Was tot 1940 aangesloten bij de Utrechtsche Kantoor Voetbalbond                                                                           |
| VV Putten                | Putten              | maart 1938                    | juni 1952               | In 1952 gefuseerd tot SDC Putten |
| Puttensche Boys          | Putten              | februari 1933                 | maart 1938              | In 1938 gefuseerd tot VV Putten |
| Putter Boys              | Putten              | oktober 1922                  | september 1924          | |
| PVCV Vleuten             | Vleuten             | september 1940                | —                       | Was tot 1940 aangesloten bij de RKUVB, heette tot nov 1942 PVC                                                                            |
| Ksv PVC                  | Utrecht             | april 1932                    | —                       | Was tot 1932 aangesloten bij de RKUVB |
| PVW                      | Utrecht             | december 1939                 | Vraag                   | |
| AFC Quick 1890           | Amersfoort          | 1901                          | —                       | Was tot 1901 aangesloten bij de Utrecht-Gooische Voetbalbond, heette tot 1990 AFC Quick                                                   |
| RAP                      | Driebergen          | september 1940                | 1942                    | Was tot 1940 aangesloten bij de RKUVB |
| GV & AV De Raven         | Utrecht             | september 1931                | juli 1940               | Opgegaan in RUC |
| De Raven                 | Jutphaas            | februari 1932                 | maart 1942              | In 1942 gefuseerd tot VV RUC |
| RC Den Dolder            | Den Dolder          | januari 1928                  | 1941                    | Heette tot 1936 DUC |
| RCU (1)                  | Utrecht             |                               | september 1925          | |
| RCU (2)                  | Utrecht             | november 1939                 | augustus 1940           | Heette tot december 1939 De Spartanen, in 1940 gefuseerd tot RZC                                                                          |
| VV Renswoude             | Renswoude           | 1936                          | 1939                    | |
| Rhenus                   | Rhenen              | 1934                          | 1935                    | Was tot 1934 en vanaf 1935 aangesloten bij de Arnhemsche Voetbalbond                                                                      |
| Rijsenburgsche Boys      | Rijsenburg          | september 1920                | augustus 1922           | |
| Rivendi                  | Leersum             | 1932                          | maart 1938              | Heette tot februari 1933 Union, tussen februari en april 1933 RED                                                                         |
| RKBVV                    | Blaricum            | september 1940                | —                       | Was tot 1940 aangesloten bij de RKUVB, heette tot 1970 RKBVV                                                                              |
| Rood Wit                 | Putten              |                               | juni 1930               | |
| VV RUC                   | Utrecht             | september 1940                | —                       | |
| RZC                      | Utrecht             | september 1940                | Vraag                   | |
| SV Saestum               | Zeist               | september 1940                | —                       | Was tot 1940 aangesloten bij de RKUVB |
| SAM                      | Naarden             | oktober 1912                  | oktober 1913            | |
| Schaffelaars             | Barneveld           | augustus 1924 1933            | juni 1930 augustus 1936 | Heette tot april 1935 De Schaffelaars |
| VV Schalkwijk            | Utrecht             | september 1927                | oktober 1937            | |
| VV Scherpenzeel          | Scherpenzeel        | augustus 1922                 | —                       | |
| SDC Putten               | Putten              | juni 1952                     | —                       | Heette tot 1988 SDCP |
| SDO Bussum               | Bussum              | september 1940                | —                       | Was tot 1940 aangesloten bij de RKUVB |
| SEC                      | Soest               | september 1938                | —                       | |
| Semper Avanti            |                     | september 1940                | —                       | Stond ook bekend als SA, was tot 1940 aangesloten bij de RKUVB                                                                            |
| SFC (1)                  | Utrecht             | september 1908                | oktober 1913            | |
| SFC (2)                  | Utrecht             | november 1915                 | januari 1926            | |
| SFC                      | Spakenburg          | november 1932                 | september 1933          | |
| SNB                      | Leersum             | oktober 1928                  | maart 1938              | |
| VV Soest                 | Soest               | november 1923                 | september 1938          | In 1938 gefuseerd tot SEC |
| SO Soest                 | Soest               | 1945                          | —                       | Heette tot 1970 BDC |
| VV Soestdijk             | Soestdijk           | september 1927                | november 1932           | |
| VV Soesterberg           | Soesterberg         | augustus 1922                 | Vraag                   | |
| Sopla                    | Amersfoort          | augustus 1926                 | maart 1942              | |
| SOS                      | Zeist               | 1921                          | mei 1925                | |
| Sparta                   | Loenersloot         | september 1940                | maart 1942              | Was tot 1940 aangesloten bij de RKUVB |
| SV Spakenburg            | Spakenburg          | november 1932                 | maart 1942 —            | Heette tot juni 1937 Stormvogels, tussen juni 1937 en 1947 Windvogels                                                                     |
| De Sperwers              | Vreeland            | november 1926                 | Vraag                   | |
| Spoorvogels              | Amersfoort          | 1933                          | 1942                    | |
| Sportlust                | Utrecht             | oktober 1919                  | augustus 1923           | |
| Sportvogels              | Utrecht             | 1935                          | december 1938           | |
| SRC                      | Amersfoort          | 1934                          | Vraag                   | |
| SSS                      | Woerden             | november 1901                 | oktober 1902            | |
| SSS                      | Doorn               | september 1910                | augustus 1923           | |
| SSS                      | Baarn               | 1937                          | 1938                    | |
| SSV                      | Stroe               | 1934                          | maart 1938              | Opgegaan in De Veluwe (Garderen) |
| Steeds Voorwaarts        | Putten              | februari 1929                 | maart 1938              | Gefuseerd tot VV Putten |
| Het Sticht (1)           | Utrecht             | 1921                          | september 1924          | |
| Het Sticht (2)           | Utrecht             | augustus 1933                 | januari 1939            | |
| Stichtenaren (1)         | Utrecht             | oktober 1916                  | juli 1923               | |
| Stichtenaren (2)         | Utrecht             | september 1931                | Vraag                   | |
| VV De Stichtenaren       | Utrecht             | oktober 1915                  | november 1916           | |
| VV De Stichtsche         | Utrecht             | mei 1938                      | 1957                    | |
| Stichtsche Boys          | Utrecht             | oktober 1917                  | —                       | |
| Stormvogels              | Wilnis              | september 1940                | Vraag                   | Was tot 1940 aangesloten bij de RKUVB |
| VV Strandvogels          | Spakenburg          | september 1935                | 1937                    | Opgegaan in VV IJsselmeervogels |
| SVVU                     | Utrecht             | 1945                          | 1992                    | Heette tot 1978 SSVU, fuseerde in 1992 tot Velox/SVVU                                                                                     |
| SVS                      | Utrecht             | 1913                          | september 1917          | |
| SVUWM                    | Utrecht             | september 1940                | 1942                    | Was tot 1940 aangesloten bij de Utrechtsche Kantoor Voetbalbond                                                                           |
| TABOR                    | Baarn               | 1921                          | januari 1928            | Heette tot november 1922 EDOB |
| VV Terre Neuve           | Utrecht             | september 1940                | Vraag                   | Was tot 1940 aangesloten bij de Utrechtsche Kantoor Voetbalbond                                                                           |
| VV De Toekomst           | Utrecht             | 1938                          | februari 1955           | Fuseerde in 1955 tot Ultrajectum |
| TOGO                     | Utrecht             | 1934                          | januari 1939            | Heette tot augustus 1935 DEMOS |
| TOGU                     | Utrecht             | 1921                          | juli 1922               | |
| TOV                      | Baarn               | 1934                          | —                       | Heette tot augustus 1935 SDO |
| Transvaal                | Utrecht             | november 1915                 | december 1918           | |
| VV Trompenberg           | Hilversum           | september 1912                | oktober 1917            | |
| UDI                      | Amersfoort          | oktober 1901                  | september 1905          | |
| UFC (1)                  | Utrecht             |                               | oktober 1906            | |
| UFC (2)                  | Utrecht             | juni 1912                     | juli 1912               | |
| UFC (3)                  | Utrecht             | september 1912                | mei 1918                | |
| UFC (4)                  | Utrecht             | september 1930                | augustus 1933           | |
| UGA                      | Utrecht             | september 1940                | Vraag                   | Was tot 1940 aangesloten bij de Utrechtsche Kantoor Voetbalbond                                                                           |
| UGAV                     | Utrecht             | oktober 1913                  | september 1915          | |
| UHSV                     | Utrecht             | september 1932 september 1940 | 1937                    | Was tussen 1937 en 1940 aangesloten bij de Utrechtsche Kantoor Voetbalbond                                                                |
| UJS                      | Utrecht             | september 1931                | december 1936           | Utrechtse Joodse Sportclub )bron boek Wijk C 1998 blz 105)                                                                                |
| Ultrajectum (1)          | Utrecht             | augustus 1924                 | november 1926           | Heette tot augustus 1925 DVV, in 1926 gefuseerd tot DUC                                                                                   |
| Ultrajectum (2)          | Utrecht             | februari 1955                 | 1995                    | Fuseerde in 1995 tot DSO/Ultrajectum |
| UMS                      | Utrecht             | 1937                          | 1939                    | |
| UPTTS                    | Utrecht             | augustus 1933                 | 1955                    | Heette tot 1939 Posta, fuseerde in 1955 tot Posta                                                                                         |
| USCL                     | Utrecht             | september 1931                | 1940                    | Heette tot juni 1937 USC, in 1940 gefuseerd tot RUC                                                                                       |
| USV                      | Utrecht             | december 1922                 | december 1923           | |
| VV Utrecht               | Utrecht             | september 1912                | —                       | Heette tot oktober 1912 Rood Zwart |
| Utrechtse Boys           | Utrecht             | 1935                          | —                       | |
| Utrechtsche Boys (1)     | Utrecht             | oktober 1916                  | augustus 1917           | |
| Utrechtsche Boys (2)     | Utrecht             | december 1922                 | juni 1933               | |
| UVC                      | Utrecht             | augustus 1922                 | juni 1933               | Heette tot september 1922 VVO, tussen september 1922 en september 1923 HOZ                                                                |
| UVV                      | Utrecht             | 1902                          | —                       | |
| VBO                      | Nederhorst den Berg | september 1940                | Vraag                   | Was tot 1940 aangesloten bij de RKUVB |
| VCV                      | Utrecht             | september 1940                | Vraag                   | Was tot 1940 aangesloten bij de RKUVB, heette tot 1941/42 Volharding                                                                      |
| VV Veenendaal (1)        | Veenendaal          | februari 1921                 | september 1922          | Was vanaf 1922 aangesloten bij de Geldersche Voetbalbond                                                                                  |
| VV Veenendaal (2)        | Veenendaal          | 1927                          | —                       | Heette tot maart 1929 VOP |
| Veenendaalsche Boys      | Veenendaal          | maart 1933                    | februari 1938           | |
| Veensche Boys            | Nijkerkerveen       | maart 1938                    | maart 1942 —            | Na de oorlog heropgericht |
| Velocitas                | Hilversum           | oktober 1907                  | Vraag                   | |
| Velocitas                | Utrecht             | september 1908                | Vraag                   | |
| Velox                    | Utrecht             | oktober 1907                  | 1992                    | In 1992 gefuseerd tot Velox SVVU |
| Velox/SVVU               | Utrecht             | 1992                          | —                       | |
| VV De Veluwe             | Garderen            | mei 1935                      | december 1939           | |
| SV De Vesting            | Naarden             | augustus 1967                 | 1989                    | In 1989 gefuseerd tot NVC |
| HC & FC Victoria         | Hilversum           | 1902                          | —                       | |
| Het Vijfde               | Amersfoort          | september 1910                | 1924                    | Was later aangesloten bij de Amersfoortsche Zaterdagmiddag Competitie                                                                     |
| Vinkeveensche Boys       | Vinkeveen           | 1934                          | december 1936           | |
| VIOG                     | Zeist               | februari 1940                 | Vraag                   | Heette tot november 1941 Moubal |
| VISVIA                   | Huizen              | 1938                          | —                       | Heette tot aug 1940 Balatum |
| Vitesse                  | Utrecht             | oktober 1901                  | Vraag                   | Was tot 1901 aangesloten bij de Utrecht-Gooische Voetbalbond, heette tot december 1901 Jong Vitesse                                       |
| VV Vleuten               | Vleuten             | augustus 1922                 | mei 1923                | |
| VOG                      | Utrecht             | oktober 1917                  | januari 1926            | |
| VOG                      | Langbroek           | augustus 1933                 | Vraag                   | |
| Volharding               | Utrecht             | september 1931                | december 1939           | Heette tot maart 1932 '"VIOS |
| Volharding               | Bussum              | september 1908                | Vraag                   | |
| VV Voorthuizen           | Voorthuizen         | september 1923                | juni 1930               | |
| Vooruit                  | Utrecht             | september 1909                | oktober 1916            | |
| Voorwaarts               | Utrecht             | september 1908                | —                       | |
| VV De Vossen             | Hilversum           | februari 1923                 | september 1941          | |
| VV Vreeland              | Vreeland            | juli 1923                     | januari 1926            | |
| VV Vreeswijk             | Vreeswijk           | januari 1924                  | september 1924          | |
| VSV Vreeswijk            | Vreeswijk           | augustus 1926                 | —                       | |
| VV Vriendschap           | Utrecht             | oktober 1933                  | maart 1942              | |
| VSH                      | Hilversum           | september 1940                | Vraag                   | Was tot 1940 aangesloten bij de NASB |
| VSK                      | Utrecht             | 1935                          | —                       | Heette tot februari 1937 VVU |
| VVA                      | Utrecht             | september 1940                | Vraag                   | Was tot 1940 aangesloten bij de RKUVB, veranderde in 1943 van naam                                                                        |
| VVIJ                     | Spakenburg          | 1934                          | maart 1938              | Opgegaan in VV IJsselmeervogels |
| VVIJ                     | IJsselstein         | september 1940                | —                       | Was tot 1940 aangesloten bij de RKUVB |
| VVJ                      | Utrecht             | september 1940                | —                       | Was tot 1940 aangesloten bij de Utrechtsche Kantoor Voetbalbond onder de naam Jaffa                                                       |
| VVO                      | Utrecht             | oktober 1931                  | juni 1933               | Was tot 1931 aangesloten bij de CNVB |
| VVOG                     | Harderwijk          | 1932                          | —                       | Heette tot augustus 1935 VOG |
| VVOP                     | Barneveld           | september 1931                | augustus 1936           | |
| VV Warner                | Utrecht             | september 1912                | november 1915           | Heette tot oktober 1912 DVO |
| HSV Wasmeer              | Hilversum           | juli 1995                     | —                       | |
| WDO                      | Utrecht             | 1926                          | Vraag                   | Heette tussen december 1936 en juli 1938 Ultrajectum                                                                                      |
| WFC                      | Woerden             | september 1909                | oktober 1909            | Was vanaf 1910 aangesloten bij de Goudsche Voetbalbond                                                                                    |
| VV Wijk bij Duurstede    | Wijk bij Duurstede  | februari 1929                 | mei 1981                | In 1981 gefuseerd tot SV CDW |
| VV Wit Rood              | Amersfoort          | juni 1932                     | Vraag                   | |
| SC Woerden               | Woerden             | maart 1927 1941               | september 1930 —        | Was tot 1927 en tussen 1930 en 1941 aangesloten bij de Goudsche Voetbalbond, mogelijk later weer terugkeerd naar de Goudsche.             |
| WUT (1)                  | Utrecht             | augustus 1922                 | augustus 1925           | |
| WUT (2)                  | Utrecht             | september 1929                | september 1931          | |
| VV Woudenberg (1)        | Woudenberg          | december 1920                 | september 1922          | |
| VV Woudenberg (2)        | Woudenberg          | 1921                          | september 1933          | Heette tot oktober 1922 WSH |
| VV Woudenberg (3)        | Woudenberg          | augustus 1932                 | 1956                    | Heette tot september 1933 SDO |
| HVV de Zebra's           | Hilversum           | oktober 1929                  | —                       | Heette tot jul 1932 DOK |
| VV Zeevogels             | Utrecht             | december 1939                 | januari 1942            | Gefuseerd tot RZC |
| VV Zeist                 | Zeist               | oktober 1907                  | oktober 1913            | |
| SV Zeist                 | Zeist               | september 1914                | —                       | |
| VV De Zeistenaren (1)    | Zeist               | september 1912                | september 1913          | |
| VV De Zeistenaren (2)    | Zeist               | november 1915                 | december 1923           | Opgegaan in ZNC Zeist |
| Zeister Boys             | Zeist               | oktober 1921                  | augustus 1925           | |
| VV Zilvervogels          | Zeist               | juli 1938                     | februari 1941           | Was tot 1938 aangesloten bij de CNVB, heette tot september 1940 GSV                                                                       |
| ZNC                      | Zeist               | september 1921                | augustus 1941           | In 1941 gefuseerd tot Patria Zeist |
| HSV De Zuidvogels        | Huizen              | oktober 1930                  | —                       | Heette tot 1952 Zuidvogels |
| VV Zuilen (1)            | Utrecht             | 1921                          | augustus 1923           | |
| VV Zuilen (2)            | Utrecht             | juni 1924                     | september 1924          | |
| Zwaluwen Vooruit         | Utrecht             | september 1940                | —                       | Was tot 1940 aangesloten bij de RKUVB |
| Zwaluwen                 | Nijkerk             | juli 1935                     | 1936                    | Was tot 1935 aangesloten bij de CNVB, in 1936 opgegaan in Achilles Nijkerk                                                                |